# 魚雷轟炸機

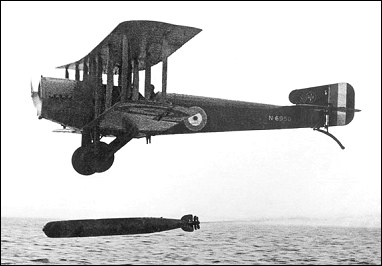
英國皇家海軍航空隊布穀鳥式魚雷轟炸機。

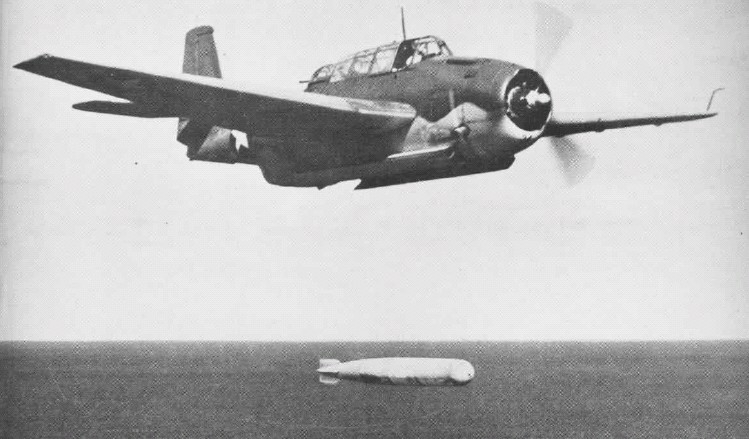
投擲Mk 13型魚雷的TBF復仇者式轟炸機。

魚雷轟炸機（Torpedo bomber）是一種以空射型魚雷作為主要武裝、用於攻擊水面船艦的轟炸機。但除了魚雷外，此型戰機也可在作戰中配置傳統的炸彈，故魚雷轟炸機又可作為水平轟炸機用途。
魚雷轟炸機是一種曾在第二次世界大戰戰前至戰爭期間頗為活躍的作戰機種，並且在包括珍珠港事變等戰役中具有關鍵性的影響。但是，由於魚雷轟炸機獨特的攻擊方式所造成的高折損率，再加上反艦飛彈這類武器的逐漸興起，導致此類機種很迅速地在二戰結束之後就停止發展，並且消聲匿跡。
後來興起的反潛巡邏機、反潛直升機，取代了老式魚雷轟炸機轉型為反潛戰主力機種，並配備了324mm的輕型魚雷。

## 二戰主要的魚雷轟炸機
- 費策勒Fi 167型魚雷轟炸機
- 布穀鳥式魚雷轟炸機（英语：Sopwith Cuckoo）
- 剑鱼式鱼雷轰炸机
- 青花魚式魚雷轟炸機
- 梭魚式魚雷轟炸機
- 文圖拉式轰炸机（英语：Lockheed Ventura）
- TBD蹂躪者式魚雷轟炸機
- TBF復仇者式轟炸機
- 九七式艦上攻擊機
- 天山艦上攻擊機
- 流星舰上攻击机